# Сент-Этьен-дю-Ге-де-л’Иль
Сент-Этье́н-дю-Ге-де-л’Иль (фр. Saint-Étienne-du-Gué-de-l'Isle, брет. Sant-Stefan-ar-Roudouz) — коммуна во Франции, находится в регионе Бретань. Департамент — Кот-д’Армор. Входит в состав кантона Лудеак. Округ коммуны — Сен-Бриё.
Код INSEE коммуны — 22288.

## География
Коммуна расположена приблизительно в 380 км к западу от Парижа, в 75 км западнее Ренна, в 50 км к югу от Сен-Бриё.

## Население
Население коммуны на 2016 год составляло 355 человек.
| 1962 | 1968 | 1975 | 1982 | 1990 | 1999 | 2008 | 2016 |
| ---- | ---- | ---- | ---- | ---- | ---- | ---- | ---- |
| 516  | 507  | 459  | 452  | 417  | 378  | 412  | 355  |

## Экономика
В 2007 году среди 252 человек в трудоспособном возрасте (15—64 лет) 188 были экономически активными, 64 — неактивными (показатель активности — 74,6 %, в 1999 году было 72,3 %). Из 188 активных работали 170 человек (98 мужчин и 72 женщины), безработных было 18 (8 мужчин и 10 женщин). Среди 64 неактивных 19 человек были учениками или студентами, 24 — пенсионерами, 21 были неактивными по другим причинам.

## Достопримечательности
- Церковь Сент-Этьен (XVI век). Исторический памятник с 1926 года[3]
  - Статуя «Мадонна с младенцем» (XIV век). Высота — 110 см, дерево. Исторический памятник с 1973 года[4]
- Крест на новом кладбище (XVI век). Исторический памятник с 1970 года[5]

## Фотогалерея
- Церковь Сент-Этьен
- Церковь Сент-Этьен
- Крест на новом кладбище
- Карта коммуны